# Dirt off Your Shoulder/Lying from You
Dirt off Your Shoulder/Lying from You is een nummer dat voortgevloeid is uit de samenwerking tussen rapper Jay-Z en de alternatieve rockgroep Linkin Park. Het werd als de tweede single van mash-up-album Collision Course uit 2004 uitgebracht.

## Achtergrondinformatie
Dirt off Your Shoulder is geschreven door Shawn Carter en Tim Mosley, ook wel bekend als Timbaland en is afkomstig van Jay-Z's achtste studioalbum The Black Album uit 2003. De teksten van Lying from You zijn geschreven door Chester Bennington en Mike Shinoda terwijl de band als geheel aan de muziek schreef. Het nummer is afkomstig van het tweede studioalbum Meteora uit 2003 is geproduceerd door Don Gilmore. De productie van de mashup was in handen van Shinoda terwijl Carter en de band de rol van uitvoerend producent hadden.
Jay-Z kondigde bij het vorige studioalbum The Black Album dat dit zijn laatste album als rapartiest zou zijn. Toch verleende hij medewerking aan dit mashupproject van MTV, waardoor Collision Course zijn laatste officiële album zou zijn. Gezien het feit dat Dirt off Your Shoulder/Lying from You de laatste single van deze ep was, was dit ook zijn laatste single. In 2006 bracht hij echter zijn negende studioalbum, Kingdome Come uit.
Voor Linkin Park was de single de laatste voordat er een muziekpauze werd genomen. In 2007 werd na drie jaar weer nieuw materiaal uitgebracht, met What I've Done als nieuwe single.

## Release
Er bestaat veel onduidelijkheid over de releasedatum van het nummer. De single, officieel getiteld Dirt off Your Shoulder/Lying from You: MTV Ultimate Mash-Ups Presents Collision Course, werd volgens sommige bronnen op 23 november 2004 uitgebracht, enkele dagen na de release van leadsingle Numb/Encore. Andere bronnen beweren echter dat het begin 2005 was uitgebracht en opnieuw uitgebracht in 2005. Opmerkelijk genoeg is Dirt off Your Shoulder/Lying from You in Nederland uitgebracht op 14 mei 2007. Dit is vreemd vanwege het feit dat Jay-Z zijn volgende album Kingdome Come al had uitgebracht terwijl op deze datum ook Minutes to Midnight van Linkin Park uitkwam.

## Compositie
Tijdens de opnames van de nummers van het album zijn er ook elementen uit gesprekken opgenomen, waarmee het nummer begint. Het nummer begint met een gesprek tussen Mike Shinoda en Chester Bennington van Linkin Park waarin Benningon om zijn frappucchino vraagt: "I ordered a frappucino. Where's my fucking frappucino?" waarna gelach van Shinoda volgt. De dialoog eindigt met Bennington's "Let's do this". Shinoda heeft dit stukje in het nummer bewaard om de vriendelijke sfeer te laten horen die tijdens de opnamesessies aanwezig was. Dan begint het echte liedje met een sample van Jay-Z's Dirt off Your Shoulder waarover Shinoda het eerste couplet van Lying from You rapt. Vervolgens rapt Jay-Z de eerste twee coupletten en het refrein van zijn single in combinatie met het instrumentale gedeelte van Lying from You. Vanaf dan bestaat het nummer volledig uit de single van Linkin Park, beginnend vanaf het tweede couplet met het refrein en de brug met de vocalen van Chester Bennington. Jay-Z eindigt echter door "Biatch!" te roepen.

## Tracklist
Alle muziek en teksten zijn geschreven door Jay-Z, Linkin Park, Timbaland. 
| Nr. | Titel                                                    | Duur  |
| --- | -------------------------------------------------------- | ----- |
| 1.  | Dirt off Your Shoulder/Lying from You (Explicit Version) | 04:05 |
| 2.  | Dirt off Your Shoulder/Lying from You (Amended Version)  | 04:05 |

Emily Armstrong · Chester Bennington · Rob Bourdon · Colin Brittain · Brad Delson 
Dave Farrell · Joe Hahn · Scott Koziol · Mike Shinoda · Mark Wakefield